# سينما فلسطينية

السينما الفلسطينية هي الأفلام السينمائية التسجيلية والروائية التي أنتجها العرب الفلسطينيون في فلسطين التاريخية قبل عام 1948 أو تلك التي أنتجها الفلسطينيون بعد 1948 في فلسطين والشتات. يدخل في السينما الفلسطينية الأفلام التي أنتجها أشخاص من عرب الداخل الذين يحملون الجنسية الإسرائيلية خاصة إذا تناولت القضية الفلسطينية.
الأفلام التي أنتجتها الحركة الصهيونية في فلسطين قبل 1948 لا تعتبر أفلامًا فلسطينية.

## النشأة والتطور

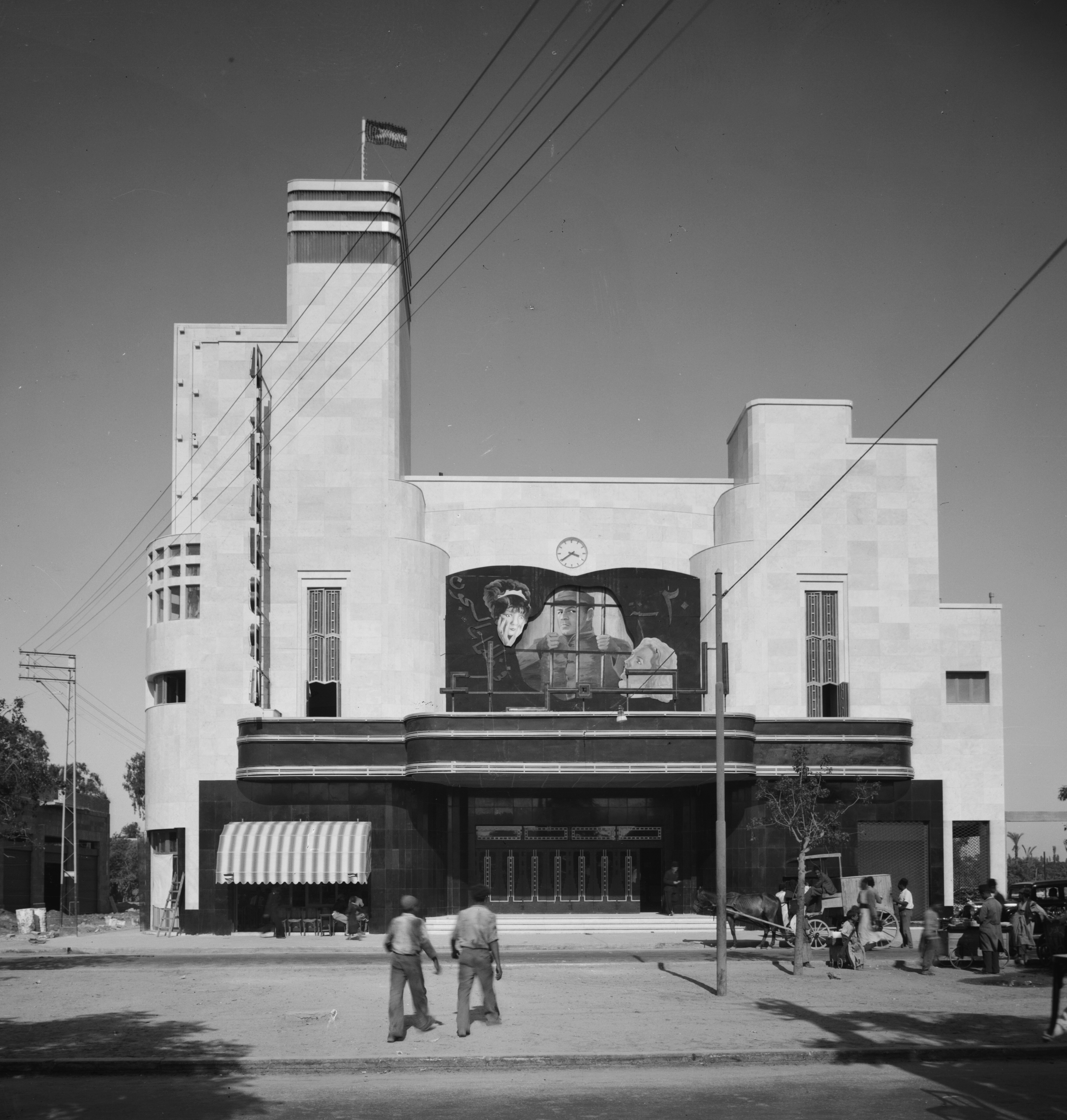
سينما الحمراء في يافا عام 1937، والتي دمرت في ديسمبر 1947.

تعود بدايات السينما الفلسطينية إلى ثلاثينات القرن العشرين. وقد كانت البدايات مبادرات فردية لبعض الأشخاص الذين اقتنوا معدات سينمائية وقاموا بتصوير أفلام.
من بين الرواد كان إبراهيم حسن سرحان الذي قام عام 1935 بتصوير فيلم مدته 20 دقيقة عن زيارة الملك عبد العزيز آل سعود لفلسطين وتنقله بين اللد ويافا. كما قام بصنع فيلم روائي بعنوان «أحلام تحققت» (بالاشتراك مع جمال الأصفر) وفيلم وثائقي عن عضو الهيئة العربية العليا أحمد حلمي عبد الباقي. بعد هذه البداية قام إبراهيم سرحان بتأسيس «ستوديو فلسطين» وقام بإنتاج فيلم روائي بعنوان «عاصفة في بيت» وأنتج بعض الأفلام الإعلانية القصيرة إلى أن نزح إلى الأردن عام 1948
رائد آخر كان أحمد حلمي الكيلاني الذي درس السينما إخراجاً وتصويراً في القاهرة، حيث تخرج عام 1945. عاد الكيلاني إلى فلسطين ليؤسس مع جمال الأصفر وعبد اللطيف هاشم «الشركة العربية لإنتاج الأفلام السينمائية». ولجأ بعد النكبة إلى الأردن، حيث استقر فيها وعمل في المجال السينمائي. أما جمال الأصفر فاستقر في الكويت.
تذكر بعض المصادر نقلاً عن الكيلاني: أن فيلم «أحلام تحققت» من إخراج خميس شبلاق، وليس سرحان وأن أول فيلم روائي فلسطيني في فلسطين هو «حلم ليلة» من إخراج صلاح الدين بدرخان سنة 1946، حيث عرض في القدس ويافا وعمان وبلاد أخرى.
محمد الكيالي هو سينمائي فلسطيني آخر مارس العمل السينمائي في الأربعينات وقام بإنتاج بعض الأفلام القصيرة قبل 1948. كان الكيالي قد سافر إلى إيطاليا لدراسة السينما، وبعد عودته تعاون مع مكتب الجامعة العربية، الذي كلفه بإخراج فيلم عن القضية الفلسطينية، الذي لم ينجز بدوره بسبب نكبة 1948. وقد تمكن الكيالي من إنتاج فيلم روائي طويل عام 1969 يدعى «ثلاث عمليات في فلسطين».
تجدر الإشارة أن البعض يعيد بدايات السينما الفلسطينية إلى الأخوين إبراهيم وبدر لاما ذوي الأصل الفلسطيني. الأخوان لاما هما ابنان لوالدين فلسطينيين هاجرا من بيت لحم إلى تشيلي في مطلع القرن العشرين. عام 1926 يقرر الأخوان الاتجاه إلى فلسطين وإنشاء صناعة سينمائية هناك، فأخذا معهما معدات سينمائية وتوجهوا إلى فلسطين في الباخرة. لم يكمل الأخوان لاما رحلتهما إلى فلسطين فبعد توقف الباخرة في الإسكندرية قررا البقاء فيها وعدم إكمال الرحلة إلى فلسطين. يعيد الباحثون قرارهما إلى الأوضاع السياسية غير المستقرة في فلسطين من ناحية والجو الثقافي في الإسكندرية من ناحية أخرى. في الإسكندرية أسس الأخوان لاما «نادي مينا فيلم» السينمائي، وبعد ذلك شركة «كوندور فيلم» والتي أنتجت أول فيلم عربي قبلة في الصحراء الذي عرض في مايو 1927 في سينما كوزموغراف. وقد أنتجت هذه الشركة 62 فيلماً طويلاً حتى العام 1951.

## السينما ما بعد النكبة
بالرغم من الشتات الفلسطيني إلا أن الفلسطينيون نجحوا في إنشاء أجسام عملت على إنتاج أفلام وخاصة في فترة ما بعد الستينات، ارتبطت بمجملها بالثورة الفلسطينية، منها مؤسسة السينما الفلسطينية ووحدة السينما التابعة لقسم التصوير الفوتوغرافي في فتح وجماعة السينما الفلسطينية. وجهدت على تصوير الفلسطيني الجديد ودفع القضية إلى وعي العالم. من أهم سينمائيي تلك الفترة مصطفى أبو علي وهاني جوهرية. بدأت سينما الثورة الفلسطينية من خلال تكوين قسم صغير للتصوير الفوتوغرافي، شرع منذ أواخر العام 1967 بتصوير بعض المواد الخاصة بالثورة، عبر تسجيل صور شهداء الثورة الفلسطينية؛ ويروى أن سُلافة مرسال، التي تخرجت من المعهد العالي للسينما في القاهرة/قسم التصوير، كانت تقوم بذلك، في منزلها، على نحو سرّي وفردي، قبل أن تستشعر الحاجة لإنشاء قسم خاص بالتصوير السينمائي، وهو الذي بدأ أعماله منذ العام 1968، فكان أول فيلم سينمائي، تنتجه الثورة الفلسطينية، بعنوان “لا للحل السلمي” وهو فيلم تسجيلي مدته (20 دقيقة) جاء نتيجة عمل جماعي لمجموعة من السينمائيين الفلسطينيين، يُذكر منهم: صلاح أبو هنّود، وهاني جوهرية، وسُلافة مرسال. وبعد الخروج من الأردن عامي 1970 و1971، ظهر فيلم “بالروح بالدم” بإشراف المخرج مصطفى أبو علي أيضاً، وتنفيذ مجموعة العمل ذاتها تقريباً؛ وفيه محاولة عرض وتحليل أحداث أيلول الدامي، عبر مشاهد تسجيلية حيّة، متمازجة مع مشاهد تمثيلية، ذات طابع مسرحي، عن التحالف بين الإمبريالية والصهيونية.[بحاجة لمصدر]

## الهوامش
1. ↑  حسان أبو غنيمة، فلسطين والعين السينمائية. ط1 1981.
2. ↑  محمود روقة، بدايات السينما الفلسطينية نسخة محفوظة 28 سبتمبر 2007 على موقع واي باك مشين.. مجلة الطريق نسخة محفوظة 28 سبتمبر 2007 على موقع واي باك مشين.، العدد لثامن والعشرون- أوائل أيلول/ سبتمبر 2005.